# José Olivares Larrondo
José Olivares Larrondo, también llamado Tellagorri (Algorta, 22 de agosto de 1892-Buenos Aires, 14 de julio de 1960) fue un escritor y periodista español. Político de la Acción Nacionalista Vasca, se exilió en Bayona durante la Guerra civil española. En 1940 huyó a Argentina, donde hizo campaña por la causa vasca como colaborador en las revistas Diario Crítica, Noticias Gráficas, A Nosa Terra y otras.
Larrondo también fue un goleador del club Arenas de Getxo a una edad temprana.
Fue abuelo de Maria Bettina Cogliatti.

## Publicaciones (selección)
- París abandonada. La Habana: La Verónica, 1942. OCLC 48310246
- Las horas Joviales. Buenos Aires, 1950. ISBN 9788485288434
- Antón Sukalde. San Sebastián: Ediciones Vascas, 1978. ISBN 9788485288205
- Los gudaris de Gartxot.
- Martiñene.
- Txibeltza.